# Ochotona thibetana
A Pika-tibetana (Ochotona thibetana) é um lagomorfo encontrado na China, Índia, e possivelmente no Butão.